# Luciano Perdomo
Luciano Perdomo (10 settembre 1996) è un calciatore argentino, centrocampista del Chacarita Juniors.

## Caratteristiche tecniche
È un centrocampista centrale.

## Carriera
Cresciuto nelle giovanili del Gimnasia (LP), ha esordito il 5 febbraio 2016 in occasione del match perso 2-0 contro il Banfield.

## Statistiche

### Presenze e reti nei club
Statistiche aggiornate al 31 dicembre 2024.
| Stagione                 | Squadra                  | Campionato               | Campionato | Campionato | Coppe nazionali | Coppe nazionali | Coppe nazionali | Coppe continentali | Coppe continentali | Coppe continentali | Altre coppe | Altre coppe | Altre coppe | Totale | Totale |
| Stagione                 | Squadra                  | Comp                     | Pres       | Reti       | Comp            | Pres            | Reti            | Comp               | Pres               | Reti               | Comp        | Pres        | Reti        | Pres   | Reti   |
| ------------------------ | ------------------------ | ------------------------ | ---------- | ---------- | --------------- | --------------- | --------------- | ------------------ | ------------------ | ------------------ | ----------- | ----------- | ----------- | ------ | ------ |
| 2016                     | Gimnasia (LP)            | PD                       | 6          | 0          | CA              | 4               | 0               |                    | -                  | -                  |             | -           | -           | 10     | 0      |
| 2016-2017                | Gimnasia (LP)            | PD                       | 21         | 0          | CA              | 0               | 0               | CS                 | 2                  | 0                  |             | -           | -           | 23     | 0      |
| 2017-2018                | Gimnasia (LP)            | PD                       | 1          | 0          | CA              | 0               | 0               |                    | -                  | -                  |             | -           | -           | 1      | 0      |
| 2018-2019                | Gimnasia (LP)            | PD                       | 4          | 0          |                 | -               | -               |                    | -                  | -                  |             | -           | -           | 4      | 0      |
| Totale Gimnasia (LP)     | Totale Gimnasia (LP)     | Totale Gimnasia (LP)     | 32         | 0          |                 | 4               | 0               |                    | 2                  | 0                  |             | -           | -           | 38     | 0      |
| 2019-2020                | Chacarita Juniors        | PBN                      | 19         | 0          |                 | -               | -               |                    | -                  | -                  |             | -           | -           | 19     | 0      |
| 2020                     | Chacarita Juniors        | PBN                      | 6          | 0          |                 |                 |                 |                    |                    |                    |             |             |             | 6      | 0      |
| 2021                     | Chacarita Juniors        | PBN                      | 26         | 1          |                 | -               | -               |                    | -                  | -                  |             | -           | -           | 26     | 1      |
| 2022                     | Chacarita Juniors        | PBN                      | 34         | 0          |                 | -               | -               |                    | -                  | -                  |             | -           | -           | 34     | 0      |
| 2023                     | Chacarita Juniors        | PBN                      | 33         | 1          | CA              | 1               | 0               |                    | -                  | -                  |             | -           | -           | 34     | 1      |
| 2024                     | Chacarita Juniors        | PBN                      | 7          | 0          | CA              | 0               | 0               |                    | -                  | -                  |             | -           | -           | 7      | 0      |
| Totale Chacarita Juniors | Totale Chacarita Juniors | Totale Chacarita Juniors | 125        | 2          |                 | 1               | 0               |                    | -                  | -                  |             | -           | -           | 126    | 2      |
| Totale carriera          | Totale carriera          | Totale carriera          | 157        | 2          |                 | 5               | 0               |                    | 2                  | 0                  |             | -           | -           | 164    | 2      |